# Лют Свенельдич
Лют Свенельдич (ум. 975) — сын киевского воеводы Свенельда. Убит во время охоты древлянским князем Олегом.
Имеется две версии происхождения имени Лют. Согласно одной, производится из славянских языков в виде прилагательного «лютый». По другой, из древнескандинавского личного имени Ljotr.
Лют известен по рассказу из ПВЛ под 975 годом в связи с его гибелью от древлянского князя Олега Святославовича во время охоты. После этого происшествия, Свенельд, отец Люта, спровоцировал киевского князя Ярополка напасть на древлянский город Овруч. В битве за этот город в 977 году погиб древлянский князь Олег, брат Ярополка (см. усобица Святославичей).
Имеется большая дискуссия вокруг родословной Свенельда. Одни сближали Люта с упоминаемым в летописи в качестве сына Свенельда Мстиши, другие Мстишу с Малком Любечанином. Значительная часть исследователей предполагает, что у Свенельда было два сына — Лют и Мстиша. Все эти выкладки основаны на цепочке допущений и аппроксимаций.

## Образ в кино
- «Викинг» (Россия; 2016) режиссёр Андрей Кравчук, в роли Люта — Николай Козак